# Dusona crassicornis
Dusona crassicornis är en stekelart som först beskrevs av Léon Abel Provancher 1886.  Dusona crassicornis ingår i släktet Dusona och familjen brokparasitsteklar. Inga underarter finns listade i Catalogue of Life.